# Carolina Gynning
Carolina Gynning est un mannequin top model et une présentatrice de télévision suédoise, née le 6 octobre 1978 à Helsingborg.  

## Biographie
En 1995, elle commence une carrière de mannequin top model à l'âge de 17 ans. 
Elle devient très connue en Suède et en Norvège en gagnant le jeu de télé réalité Big Brother « version Suède/Norvège » en 2004. 
Elle devient ensuite présentatrice de télévision sur la chaîne suédoise TV4.  
En 2005, elle a publié un livre biographique à succès, Ego Girl, où elle explique comment elle est devenue mannequin à 17 ans, comment elle a sombré dans les problèmes de drogue, d'anorexie et de sexe des milieux de la mode et comment elle s'en est sortie.